# Університет Рішшьо

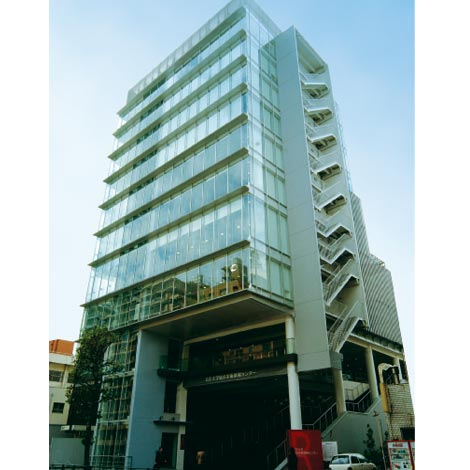
Комплексний академічний інформаційний центр

Університе́т Рішшьо́ (яп. 立正大学, りっしょうだいがく, рішшьо дайґаку) — приватний університет в Японії. Розташований в районі Шінаґава метрополії Токіо. Заснований 1924 року. Виводить свою історії від чернечого училища буддистського монастиря Ханко, заснованого 1580 року монахами секти Нічірен. Попередниками університету є Академія Колегія секти Нічірен та Університет секти Нічірен. 1949 року університет Рішшьо було реорганізовано. Назва «Рішшьо» означає «Встановлення праведності» і походить від перших двох ієроглфів праці патріарха Нічірена «Трактату про встановлення праведності та заспокоєння держави». Спеціалізацією закладу є гуманітарні науки з посиленим вивченням буддизму.